# Survivor (hudební skupina)
Survivor je americká rocková skupina, založená v roce 1978 v Chicagu. Skupina měla několik hitů, z nichž největší byla skladba „Eye of the Tiger“, která zazněla například ve filmové sérii Rocky.

## Diskografie

### Studiová alba
- 1979: Survivor
- 1981: Premonition
- 1982: Eye of the Tiger
- 1983: Caught in the Game
- 1984: Vital Signs
- 1986: When Seconds Count
- 1988: Too Hot to Sleep
- 2006: Reach